# Standart
 Ikke at forveksle med Standard.
En standart, estandart eller rytterfane er en fane, der anvendes af kavaleriet. En standart er typisk kvadratisk og noget mindre end en fane for fodfolk.
En autostandart er et lille flag, der føres på en bil for at identificere passageren, fx et statsoverhoved eller en ambassadør.
I Monaco og Luxembourg bruges en autostandart, der afviger i udseende fra regentens personlige flag. I Danmark anvendes mindre udgaver af kongeflaget.